# Srednjeevropski raziskovalni inštitut Soeren Kierkegaard
Srednjeevropski raziskovalni inštitut Sørena Kierkegaarda - SRISK (Central European Institute Søren Kierkegaard) je nastal po 4. mednarodnem filozofskem simpoziju Miklavža Ocepka, ki ga je KUD Apokalipsa organizirala junija 2013 v počastitev dvestote obletnice rojstva Sørena Kierkegaarda na pobudo dr. Primoža Reparja, ki se je vseživljenjsko zavezal preučevanju misli »začetnika eksistencializma« in je tudi prvi sistematični prevajalec njegovih del v slovenščino iz danskega izvirnika ter prvi, ki je v Sloveniji doktoriral iz njegovega dela. To je bil eden največjih enkratnih svetovnih dogodkov v tem jubilejnem Kierkegaardovem letu (55 predavanj, 80 dogodkov). Od takrat inštitut goji misel »eksistencialnega preobrata« in »nove oikonomije odnosov« ter etiko skrbi za drugega/bližnjega navdihnjeno s Kierkegaardovo mislijo.
Posebnost inštituta je, da je široko ustvarjalno zasnovan ne le z namenom proučevanja Kierkegaardove misli, njenega srednjeevropskega konteksta, temveč je Kierkegaardova misel posvečena razvijanju filozofije eksistence, interdisciplinarnemu dialogu domačih, srednjeevropskih in svetovnih razsežnosti na številnih ustvarjalnih področjih od filozofije, teologije, naravoslovne in literarne znanosti, psihoanalize, študije spola, antropologije, estetike itd. pa vse do kreativnih polj kot so poezija, fotografija ali strip. Je neodvisna organizacija civilne družbe in tako presega ozko zasnovan akademski pomen. Organiziran je namreč v treh krogih, prva dva sta organizirana v 49 sekcijah, ki so neke vrste samoupravne ustvarjalne celice, ki delujejo v duhu bivanjskega občevanja ter dajejo predloge za izvedbo programa tretjega kroga in po svojih možnostih pomagajo uresničevati program inštituta, pripravljati dogodke itd. Gre za svetovno mreženje žive kulture – »duh veje, kjer hoče«. Vse programe koordinira dr. Primož Repar, ki je tudi direktor inštituta od njegove ustanovitve.
Inštitut vsako leto skupaj s KUD Apokalipsa organizira mednarodne konference in delavnice oziroma programe pod imenom Kierkegaardovo leto. Konference že od samega začetka potekajo v Cankarjevem domu v Ljubljani in v sodelovanju s to kulturno ustanovo, kjer vsako leto aktualizirajo Kierkegaardovo misel glede na določeno perečo temo, ki zadeva celotno družbeno in duhovno situacijo v svetu. V svojem spremljevalnem programu pa sledijo tudi drugi ustvarjalni dogodki od filozofskih kvizov pa vse do gledaliških predstav, literarnih, glasbenih dogodkov ali slikarskih, fotografskih oziroma stripovskih razstav, projekcij itd.
Kierkegaardov inštitut v Ljubljani je tudi poglobil srednjeevropski »duhovni« dialog ter skrbi za promocijo Kierkegaardovih raziskav ter spodbuja nove v povezavi z ustvarjalnimi možnostmi in pobudami v domačem, srednjeevropskem in svetovnem merilu. Od svoje ustanovitve je poskrbel za več kot 500 predavanj v Sloveniji in Evropi. Tesno sodeluje tudi z nekaterimi podobnimi organizacijami v svetu, zlasti pa s Kierkegaardovim krogom / Kierkegaard Circle z Univerze v Torontu, s katerim je tudi soorganiziral nastope na 24. svetovnem kongresu filozofije v Pekingu 2018 na področju omizij o Kierkegaardu, od leta 2016 pa med Torontom in Ljubljano izhaja tudi skupna podzbirka namenjena Kierkegaardovim monografijam v angleškem jeziku. Urednika podzbirke sta Darko Štrajn iz Slovenije in Jasna Koteska iz Severne Makedonije, ki je tudi članica tamkašnje Akademije znanosti in umetnosti. 
Srednjeevropski raziskovalni inštitut Sørena Kierkegaarda skupaj z založbo KUD Apokalipsa izdaja tudi strokovne zbornike vsakoletnih simpozijev, konferenc in delavnic tako v slovenskem kot angleškem jeziku, doslej je izšlo 13 takšnih publikacij, v sodelovanju s sorodnim inštitutom in kanadskimi podporniki (Kierkegaard Circle, CERI – SK Nitra, Slovaška) pa je izdalo tudi eno od publikacij Acta Kierkegaardiana Suppliment. Tako je inštitut v sodelovanju s svojimi partnerji izdal že okrog 50 različnih knjig v slovenščini, angleščini, slovaščini ali češčini.
Leta 2023 bo Inštitut začel poleg izdajanja monografske podzbirke (skupaj s Torontom) tudi s sistematičnim izdajanjem Kierkegaardovih del v slovenskem jeziku v novo osnovani zbirki SKUPI (Kierkegaardova ultimativna produkcija).
Leta 2019 je inštitut osnoval tudi mednarodno filozofsko šolo eksistencialne filozofije na hrvaškem otoku Unije, ki je namenjena poletnim tedenskim šolam mladih raziskovalcev Kierkegaardove misli.